# Dellwood (Oregon)
Dellwood (korábban Idlewood) az Amerikai Egyesült Államok északnyugati részén, Oregon állam Coos megyéjében elhelyezkedő önkormányzat nélküli település.
A posta 1940 és 1954 között működött; a névváltoztatásra az Idleyld Parkkal való hasonlóság miatt volt szükség.
Itt található a Weyerhauser fatelepe; a fűrészüzem 1991-ben zárt be. A Coos folyó rekreációs célú elérhetőségét a Weyerhauser szabályozza.

## Fordítás
- Ez a szócikk részben vagy egészben  a   Dellwood, Oregon című angol Wikipédia-szócikk ezen változatának fordításán alapul.  Az eredeti cikk szerkesztőit annak laptörténete sorolja fel. Ez a jelzés csupán a megfogalmazás eredetét és a szerzői jogokat jelzi, nem szolgál a cikkben szereplő információk forrásmegjelöléseként.